# Zac Purchase
Zachary Jake Nicholas "Zac" Purchase-Hill (MBE) (født 2. maj 1986 i Cheltenham) er en engelsk tidligere roer, olympisk guldvinder og tredobbelt verdensmester.

## Rokarriere
Purchase begyndte at ro som stor dreng, og han gjorde sig første gang for alvor bemærket på den internationale scene, da han i 2005 vandt VM for U/23-roere vandt guld i letvægtssinglesculler. Året efter blev han seniorverdensmester i samme disciplin, inden han 2007 gik over i letvægtsdobbeltsculleren og her vandt VM-bronze sammen med Mark Hunter.
Hunter og Purchase deltog derpå i OL 2008 i Beijing, og de vandt deres indledende heat og deres semifinale sikkert (de satte olympisk rekord i indledende heat). I finalen lagde de sig hurtigt forrest, og halvvejs i løbet var placeringerne på plads. Briterne tog guldet foran græske Dimitrios Mougios og Vasileios Polymeros, mens de danske verdensmestre Rasmus Quist og Mads Rasmussen tog bronzemedaljerne.
I 2009 holdt Purchase en pause fra roning, men han vendte tilbage i 2010, hvor Hunter og Purchase blev verdensmestre i letvægtsdobbeltsculleren, hvilket de gentog i 2011.
Ved OL 2012 i London var Hunter og Purchase sammen med danske Quist og Rasmussen de største favoritter, og de to par vandt da også hvert deres indledende heat og semifinale. Finalen fik en dårlig begyndelse for briterne, der fik defekt i båden ved starten. Da skaden var sket inden for de første 100 m, blev løbet blæst af, så båden kunne blive repareret, og finalen blev sat i gang igen. Denne gang fik den britiske båd en god start og førte fra start og lignede vinderne ved 1500 m, men danskerne satte en formidabel spurt ind og indhentede briterne med 100 m til mål, inden de vandt med 0,61 sekund. Hunter og Purchase vandt sølv, mens newzealandske Storm Uru og Peter Taylor tre sekunder efter hentede bronzemedaljen.
Efter OL tog Purchase pause fra roningen i halvandet år, indtil han i 2014 forsøgte sig i den "tunge" båd, men det havde han ikke rigtig held med og valgte derpå at indstille sin karriere.

## Privatliv
Purchase blev kort efter OL 2012 gift med Felicity Hill, der også var roer. Han spiller saxofon og har optrådt på tv med sit instrument.
Han var i 2017 indehaver af Zac Fitness.

## OL-medaljer
- 2008:  Guld i letvægtsdobbeltsculler
- 2012:  Sølv i letvægtsdobbeltsculler